# シックス・フラッグス・ドバイランド
シックス・フラッグス・ドバイランド（Six Flags Dubailand）は、アラブ首長国連邦のドバイランドに所在する遊園地。
シックス・フラッグスが中東に進出するのは初めて。2013年にオープン。

## 沿革
2019年4月25日に遊園地のプロジェクトの中止が決まった。

## 構成
シックス・フラッグス・ドバイランドは、ロサンゼルスのゴダード・グループによって2008年5月から、同年11月に計画された。